# Jiří Koblížek
Jiří Koblížek (23. dubna 1938 Hradec Králové – 5. srpna 2023 Hradec Králové), zvaný Akela, byl český skaut.

## Životopis

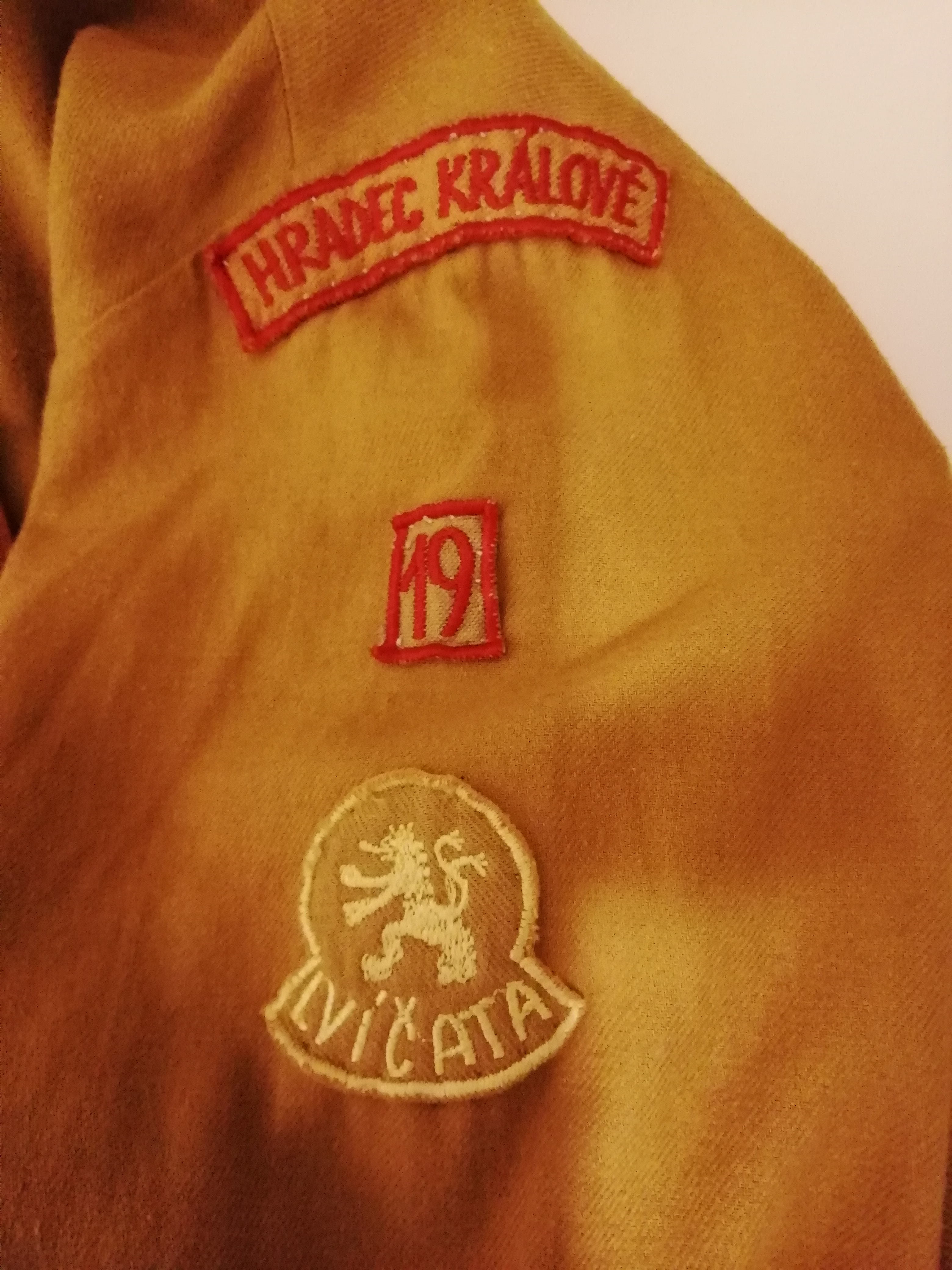
Kroj bývalé členky Lvíčat, která Koblížek vedl

Jiří Koblížek vyrůstal v Hradci Králové. Jeho otec působil jako krajský revizor Státní banky československé a jako člen lidovců byl odsouzen za velezradu v procesu s hradeckou lidovou stranou na 11 let vězení. Všichni čtyři sourozenci žili deset let jen s matkou. Otec Jiřího Koblížka po propuštění na amnestii v roce 1960 nemohl sehnat zaměstnání, proto dělal nočního hlídače a poté pomocného skladníka ve škodovce, kde také skončil. Matka byla v domácnosti, po uvěznění otce pracovala u úklidové služby. Jiří Koblížek navštěvoval obecnou a měšťanskou školu v Hradci Králové. Studium na průmyslové škole stavební nedokončil a v letech 1953–1955  se vyučil mechanikem ve Velodružstvu. Na vojně sloužil u Pomocného technického praporu. Poté pracoval jako opravář jízdních kol, řezač křemene a od roku 1974 jako vedoucí skladu v České televizi v Hradci Králové na Slezském předměstí.

## Činnost ve skautingu
Poprvé se Akela setkal se skautingem v roce 1945 na podzim. Od roku 1946 byl členem oddílu katolických skautů, který vedl páter František. Na první skautské výpravě byl v roce 1947.  Skauting byl zakázán roku 1949, činnost oddílu byla ukončena r. 1950. V roce 1968 Akela obnovil oddíl; po zákazu roku 1970 jej vedl tajně pod oficiální hlavičkou Pionýra jako oddíl Lvíčata. V roce 1983 přišly do oddílu první dívky. Od roku 1970 pořádal Akela pravidelně každé prázdniny třítýdenní tábor v bývalém lomu Zlatá skála u Ostroměře. Po roce 1989 jeho oddíl pokračoval v rámci skautingu.
Vedoucím oddílu Lvíčata byl Jiří Koblížek až do 1. září roku 2004, kdy v 66 a půl letech předal vedení Pavlu Tejklovi. Dále se účastnil jubilejních setkání ve Zlaté Skále. Když v srpnu roku 2023 zemřel, na jeho slavnostním pohřbu v katedrále sv. Ducha se sešli jeho bývalí svěřenci i jejich rodiče. Za svou dlouholetou obětavou práci s dětmi byl v roce 2023 vyznamenán in memoriam medailí města Hradce Králové.

## Citát
| „               | V přírodě není lež, ale opravdovost. | “ |
| — Jiří Koblížek |                                      |   |